# Songwe
La Songwe (en anglais : Songwe River) est une rivière qui forme une notable partie (200 km sur 475), de la frontière entre le Malawi et la Tanzanie. Du fait de la variabilité de l'écoulement du cours d'eau, l'emplacement de l'embouchure, au nord du lac Malawi, varie selon les saisons et par conséquent la frontière entre les deux pays.

## Géographie
Le cours supérieur de la Songwe est proche de la frontière du Malawi, de la Tanzanie et de la Zambie. Il orienté vers le sud-est et la rivière se jette dans le lac Malawi. Le cours moyen sépare les collines Misuku du Malawi des montagnes Umalila de Tanzanie. Le cours inférieur traverse la plaine fertile de Kyela, au nord-ouest du lac Malawi. 

## Aménagements et écologie
La plaine de Kyela est cultivée intensivement, notamment pour la riziculture.